# Stavros Ioannou
Stavros Ioannou (* 8. Februar 1971 in Hannover) ist ein Komponist, Musikproduzent und Musiker aus Hannover.

## Leben
Stavros Ioannou wurde im Jahr 1971 als Sohn griechischer Migranten in Hannover geboren. Die Liebe zur Musik entdeckte er im Alter von acht Jahren durch Schallplatten von Elvis Presley und AC/DC. Mit 10 Jahren spielte er seine ersten Töne auf einer geliehenen Gitarre und entwickelte so seine Leidenschaft zur Musik. Mit 12 Jahren bekam er seine erste eigene Gitarre und gründete mit Freunden eine Band, mit der er in der lokalen Szene schnell durch sein virtuoses Gitarrenspiel auffiel.
Im Alter von 16 Jahren wurde das renommierte Musikstudio „Peppermint Park“ auf ihn aufmerksam, wo er auch sein erstes Demo aufnahm. Das Instrument sollte einen großen Teil seines Lebens einnehmen, da er sich fortan immer intensiver damit beschäftigte und immer mehr Songs komponierte. Mit 19 erteilte er dann an der Musikschule Hannover Gitarrenunterricht. Neben seinem Hauptinstrument, der Gitarre, spielt er außerdem Bouzouki und Bass und singt.
1999 lernte er während Studioaufnahmen im Peppermint Park Studio Hannover den Songwriter, Musiker und Produzenten Nils Ruzicka kennen und tauchte mit ihm in die Pop- und Rockmusik ein. 2003 entschied man sich, die Zusammenarbeit mit dem Produzenten Mousse T. weiter zu vertiefen, und fusionierte in die Peppermint Park Studios auf dem Expo-Gelände in Hannover.
Mit dem Produzentenprojekt „So Phat!“ entwickelten sie in der Folgezeit mehrere Produktionen, Songs und Remixe. Im Jahr 2004 erreichten sie in den Verkaufscharts des Vereinigten Königreichs mit Inaya Day und der Coverversion von Vanity 6’s Nasty Girl Platz 9, in Australien Platz 18. Auf dem hausinternen Labels Peppermint Jam Records und ProgCity Records veröffentlichten sie zudem auch Clubtracks, die von David Guetta, Tomcraft, Moguai, Phil Fuldner, Mousse T., Syke'n'Sugarstarr, Antoine Clamaran, Ian Pooley und Sharam Jey gespielt wurden. 
2008 trennte sich das Team. Fortan arbeitete Ioannou in den Peppermint Jam Studios intensiv mit diversen renommierten Songwritern, u. a. Errol Rennalls. Er komponiert u. a. für Künstler, wie Roachford, Mousse T., Maxi Priest und Die Prinzen. Als Produzent, Remixer und Studiomusiker ist er etwa für Missy Elliott, Zucchero, Warren G, Rosenstolz, Supermax, Omar, Boney M., Michael Bublé, Bryan Adams, Maxi Priest, No Angels, Marianne Rosenberg und Lena Meyer-Landrut tätig.

## Diskografie
Alben (Auszug)
- Mousse T. „All Nite Madness“
- Mousse T. „Pornorama (OST)“
- Colin Rich „I'll Wait“
- James Kakande „My Little Red Bag“
- Roachford „Word Of Mouth“
- Die Prinzen „Die Neuen Männer“
- Die Prinzen „HardChor“
- Rosita Ziroldo „Almost Me“
- Lena Meyer-Landrut „Good News“
- Thomas Godoj „Einfach nur anders“

Singles (Auszug)
- Revil O „Fly Away“
- Revil O „Free“
- Prefecto „Anything For Love / Full Pressure“
- Lightforce „Join Me“
- Ferris „Girl“
- Ferris „Heaven“
- So Phat! „Into My Sound / When U Rock“
- So Phat! „A Love Bizarre“
- So Phat! „The Surface“
- Inaya Day „Nasty Girl“
- Mousse T. „Is It Coz I'm Cool?“
- Mousse T. feat. Roachford „Pop Muzak“
- Mousse T. feat. Suzie „D.I.S.C.O.“
- James Kakande „You You You“
- Die Prinzen „Frauen sind die neuen Männer“
- Daniel Aminati „Keiner dieser Herren“
- Ivy Quoainoo „Men do what they can“
- Azad „Weltbild“
- Bob Sinclar „Groupie“
- Max Mutzke „Original Girl“
- Zucchero „Spicinfin boy“
- Zucchero „In the sky“
- Zucchero „La tortura della luna“

Remixes (Auszug)
- Missy Elliott feat. Ludacris „Gossip Folks“ (So Phat! RMX)
- Tom Jones „Black Betty“ (So Phat! RMX)
- Zucchero „Mama Get Real / Il Grande Baboomba“ (So Phat! RMX)
- Mousse T. „Is It Coz I'm Cool?“ (So Phat! RMX)
- Mousse T. „Right About Now“ (So Phat! RMX)
- Mousse T. „Horny As A Dandy“ (So Phat! RMX)
- Rosenstolz „Ich Bin Ich“ (So Phat! RMX)
- Rosenstolz „Ich Geh In Flammen Auf“ (So Phat! RMX)
- Inaya Day „Nasty Girl“ (So Phat! RMX)
- Simple Minds „Different World“ (So Phat! RMX)
- Supermax „Lovemachine“ (So Phat! RMX)
- Warren G „Make It Do What It Do“ (So Phat! RMX)
- Bob Sinclar „Tennesse“ (So Phat! RMX)

Filmmusik / Score / Original Song
- Pornorama
- Mann tut was Mann kann
- Da muss Mann durch
- Heute bin ich blond
- Gut zu Vögeln
- SMS für Dich (international release version)
- Nur Gott kann mich richten
- Die drei !!!

Außerdem Mitwirkung in diversen Fernsehproduktionen, wie z. B. Tatort, "Der Mann der die Bäume zählte",
"Komm in mein Haus / Mesch Mala" 